# Nghiên

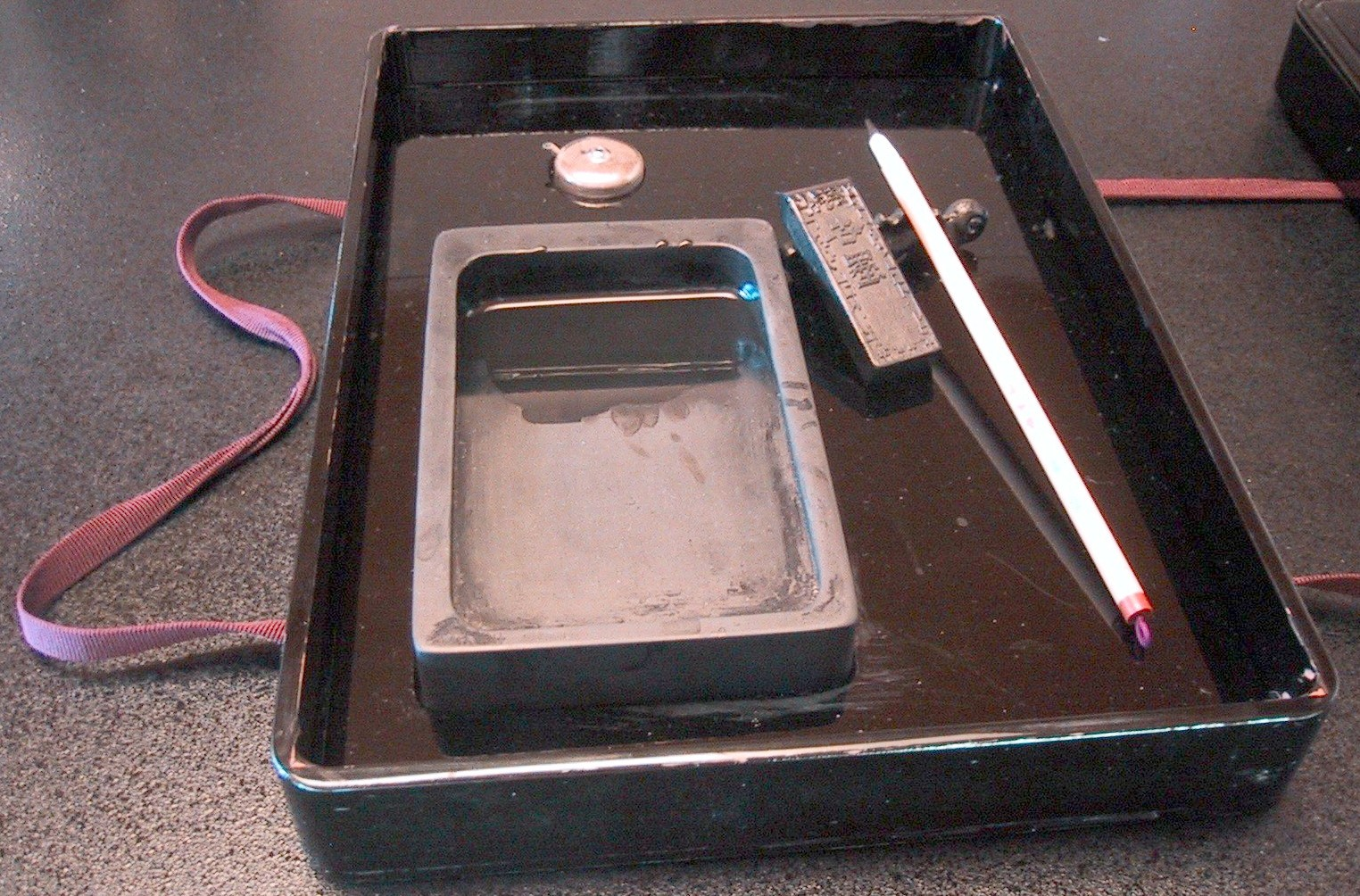
Bút nghiên

Nghiên (chữ Hán: 硯, Hán-Việt: nghiễn) là một dụng cụ dùng để mài và chứa mực Tàu. Mực Tàu thường được đông đặc thành những thỏi mực. Khi cần mực để viết, người xưa bôi một chút nước lên đầu thỏi mực rồi chà nó lên mặt phẳng của nghiên để mài.
Trên nghiên có thể có một chỗ nhỏ để chứa nước, chẳng hạn đối với các nghiên có vào đời nhà Tống, Trung Quốc. Về sau, chỗ chứa nước này trở thành chỗ chứa mực. Nước thường được chứa trong một món đồ bằng sứ, khi cần thì lấy rưới lên nghiên.
Nghiên có thể làm từ đất sét, đồng thiếc, sắt hoặc sứ. Bốn vật phẩm gồm nghiên, bút lông, thỏi mực và giấy Tuyên được Trung Quốc truyền thống gọi là Văn phòng tứ bảo (文房四寶).

## Lịch sử
Nghiên có nguồn gốc từ Trung Quốc, được dùng trong thư pháp Á Đông và tranh vẽ Trung Quốc. Dụng cụ này bắt nguồn từ một dụng cụ khác dùng để chà thuốc nhuộm đã có trong khoảng 6000 đến 7000 năm trước. Mẫu nghiên cổ nhất mà người ta khai quật được có niên đại từ thế kỉ 3 trước Công nguyên, tìm thấy trong một lăng mộ nằm ở Vân Mộng, tỉnh Hồ Bắc. Nghiên được phổ biến rộng rãi trong thời nhà Hán, sau đó do kinh tế xã hội và văn hóa thúc đẩy mà nhu cầu về nghiên tiếp tục gia tăng trong thời nhà Đường và đạt đỉnh cao vào đời nhà Tống. Nghiên đời Tống có thể có kích thước rất to lớn và thường được chạm trổ tinh xảo. Hình rồng chạm trổ trên nghiên vào thời kì này thường thể hiện sự hài hước khi rồng được vẽ đang cười. Ngược lại, đến thời nhà Nguyên thì con rồng thể hiện sự dữ dằn. Vua Càn Long của nhà Thanh có riêng một bộ sách viết về nghiên, được biên mục thành 24 quyển, tựa là Tây Thanh nghiễn phổ (giản thể: 西清砚谱; phồn thể: 西清硯譜; bính âm: Xīqīng yànpǔ).

### Bốn loại nghiên nổi tiếng
Đối với những nhà thư pháp và họa sĩ, nghiên có tầm ảnh hưởng quan trọng lên chất lượng mực. Nghiên tác động đến lượng và kết cấu của thứ mực được mài trên đó. Trung Quốc có bốn loại nghiên được đặc biệt chú ý.
1. Đoan nghiễn (giản thể: 端砚; phồn thể: 端硯; bính âm: Duānyàn) được sản xuất tại Triệu Khánh, Quảng Đông, có tên dựa theo tên của quận Đoan (quận trị sở thời nhà Đường).[3] Đoan nghiễn làm từ đá núi lửa, thông thường có màu tím hoặc đỏ tím. Nghiên có nhiều loại vân đẹp do sự đa dạng của các loại vật liệu có trong đá, góp phần tạo nên những thiết kế độc đáo và những mắt đá (bao thể) được Trung Quốc thời xưa xem là có giá trị.[3] Vào thời Tống người ta khai thác thêm đá màu xanh lá cây. Đoan nghiễn được phân loại rất cẩn thận theo từng nguồn gốc mỏ mà từ đó người ta khai thác đá. Một số mỏ chỉ mở ra để khai thác trong một số khoảng thời gian riêng biệt trong lịch sử. Chẳng hạn, mỏ đá Ma Tổ Khanh vốn chỉ được khai thác trong thời vua Càn Long trị vì, sau này đến thời hiện đại mới được mở trở lại.
2. Hấp nghiễn (giản thể: 歙砚; phồn thể: 歙硯; bính âm: Shèyàn): có nguồn gốc từ huyện Hấp (tỉnh An Huy) và huyện Vụ Nguyên (tỉnh Giang Tây), được chế tác lần đầu dưới thời nhà Đường.[4] Vào thời Đường, cả hai huyện này đều nằm dưới quyền của huyện Hấp, Huy châu. Hấp nghiễn thường mang sắc đen, trên đó có những vân màu vàng.[4] Cũng như Đoan nghiễn, chúng được phân loại dựa theo nguồn gốc mỏ đá.
3. Thao (Hà) nghiễn (giản thể: 洮(河)砚; phồn thể: 洮(河)硯; bính âm: Táo(hé) yàn): được làm từ đá lấy từ đáy sông Thao ở tỉnh Cam Túc.[5] Nghiên làm từ đá này được dùng lần đầu tiên dưới thời nhà Tống và nhanh chóng được người xưa ưa chuộng.[6] Trên nghiên có những vân khác lạ có dạng những ruy băng gợn sóng mang các sắc thái khác nhau.[6] Đá sông Thao là loại đá kết tinh và trông tựa như ngọc bích, ngày càng trở nên hiếm và khó tìm. Người ta dễ bị nhầm giữa đá sông Thao với đá xanh để làm Đoan nghiễn, tuy nhiên có thể phân biệt chúng dựa vào đặc tính kết tinh của đá sông Thao.
4. Trừng Nê nghiễn (giản thể: 澄泥砚; phồn thể: 澄泥硯; bính âm: Chéngníyàn) là loại nghiên làm từ gốm. Nghiên này có nguồn gốc từ Lạc Dương, Hà Nam và có từ thời Đường.

## Hình ảnh

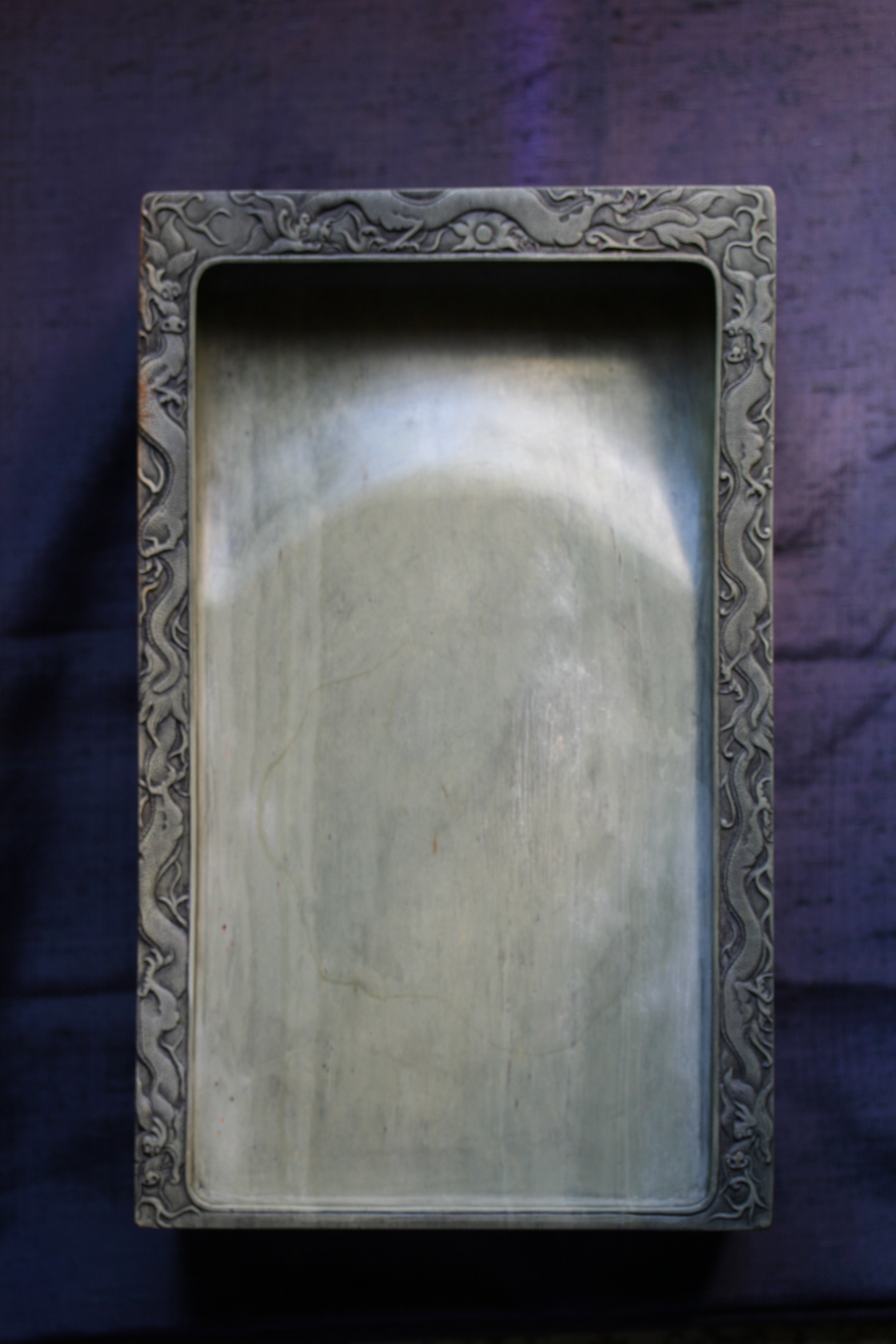
Đoan nghiễn màu xanh, niên đại thời Tống
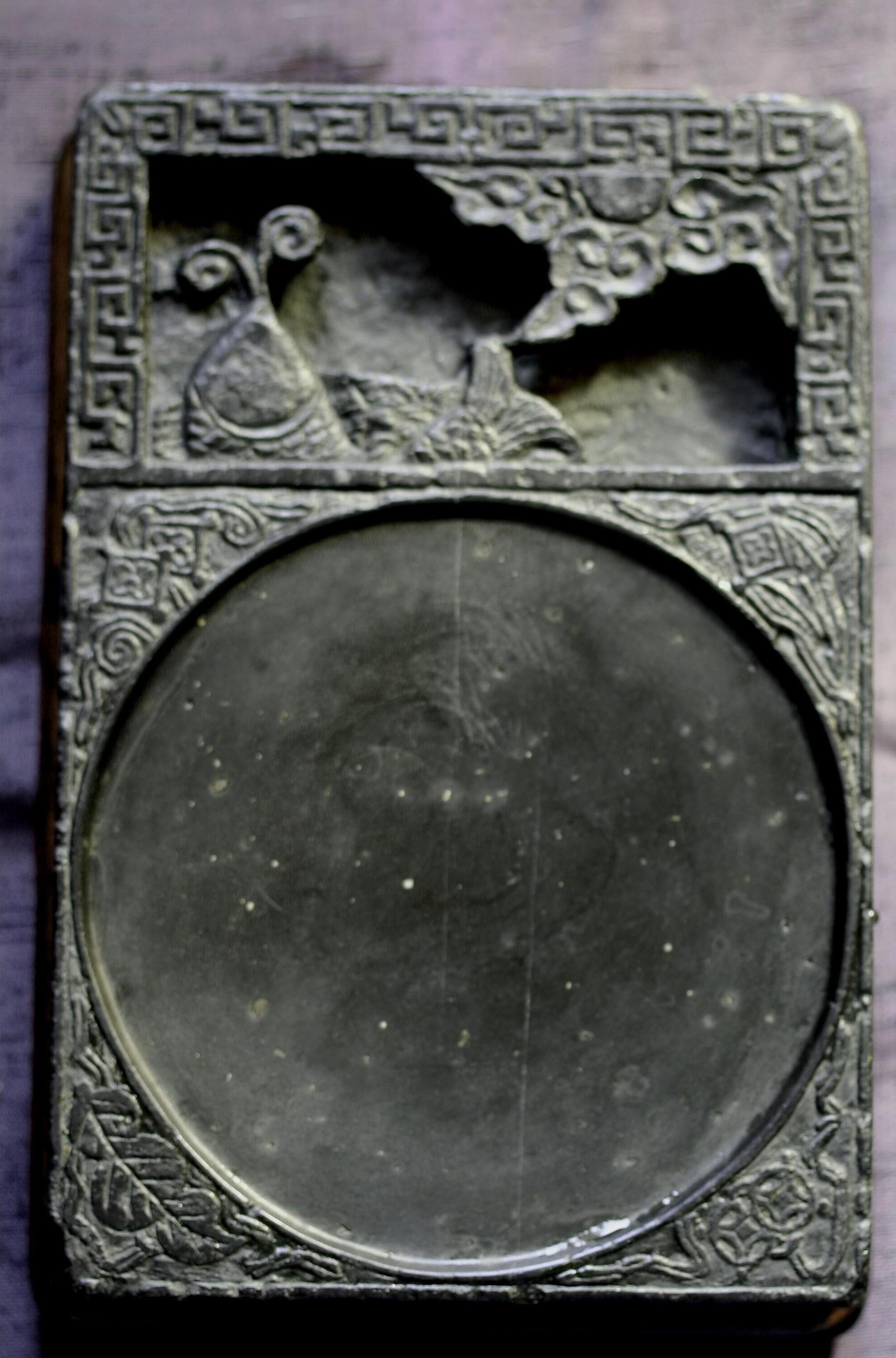
Hấp nghiễn, niên đại thời Tống
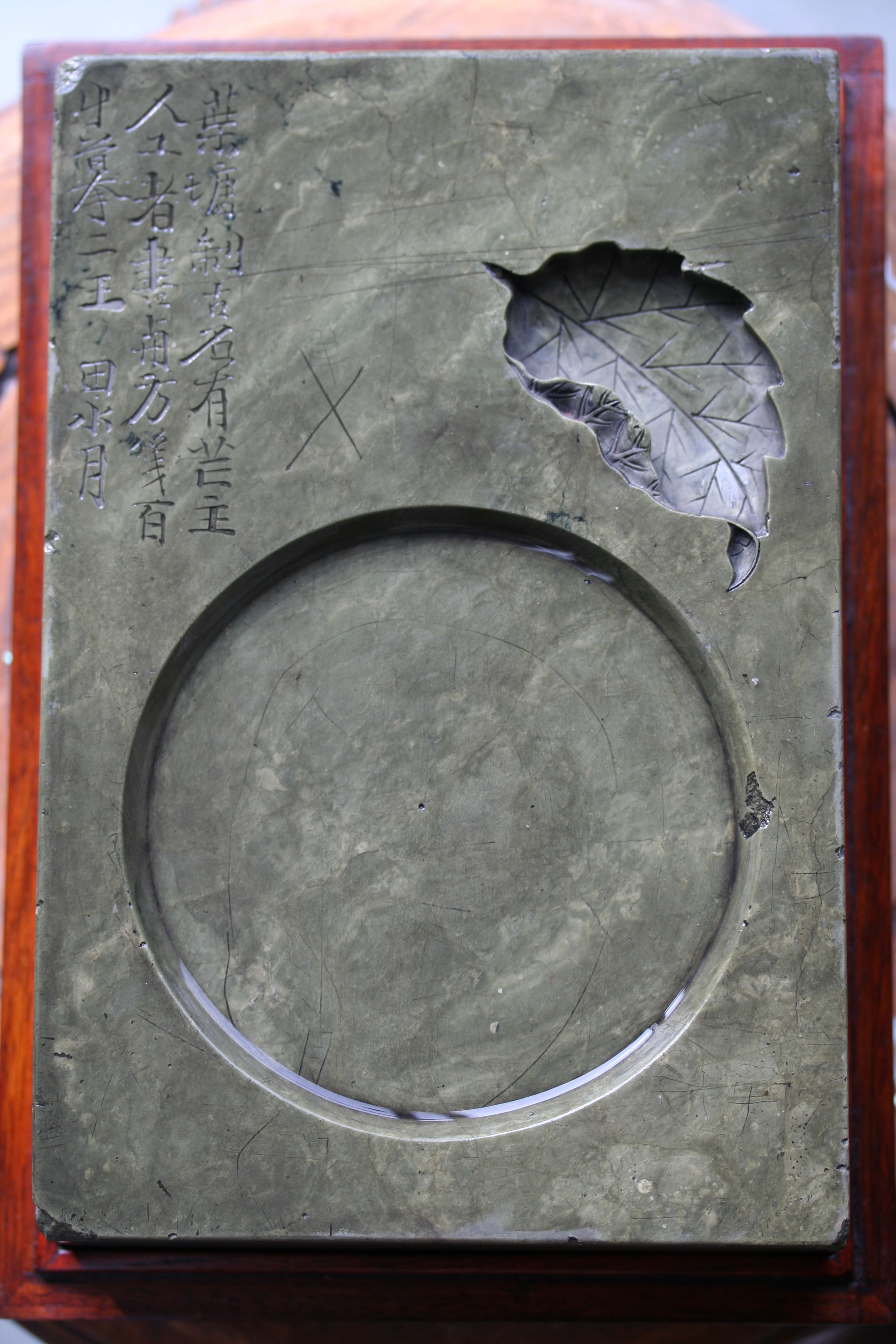
Thao Hà nghiễn, niên đại thời Tống, trên có khắc chữ vào thời Minh